# 1985-ös magyar fedett pályás atlétikai bajnokság
Az 1985-ös magyar fedett pályás atlétikai bajnokság a 12. bajnokság volt, melyet február 3. és február 4. között rendeztek a Budapest Sportcsarnokban. A verseny ezúttal is nemzetközi volt. A gyalogló számokat február 13-án tartották meg a Budapest Sportcsarnok 348 méteres kőrfolyosóján. Először rendezték meg a nőknél az 5000 méteres gyaloglást. A férfi gyaloglók 5000 méter helyett 10 000 métert teljesítettek.

## Eredmények

### Férfiak
| Versenyszám     | Arany                          | Arany   | Ezüst                           | Ezüst   | Bronz                                | Bronz   |
| --------------- | ------------------------------ | ------- | ------------------------------- | ------- | ------------------------------------ | ------- |
| 60 m            | Kovács Attila Újpesti Dózsa    | 6,65    | Anri Grigorov Bulgária          | 6,70    | Havas Endre Csaba KSC                | 6,79    |
| 200 m           | Nagy István Hevesi SE          | 20,84   | Havas Endre Csaba KSC           | 21,31   | Roland Jokl Ausztria                 | 21,43   |
| 400 m           | Menczer Gusztáv Újpesti Dózsa  | 47,31   | Bozsidar Konsztantinov Bulgária | 47,72   | Ali Bakhta Algéria                   | 48,55   |
| 800 m           | Slobodan Popović Jugoszlávia   | 1:49,49 | Czakó Péter Bp. Honvéd          | 1:51,35 | Mallár Zsolt Miskolci VSC            | 1:51,95 |
| 1500 m          | Knipl István Bp. Honvéd        | 3:39,25 | Robert Nemeth Ausztria          | 3:39,41 | Dietmar Millonig Ausztria            | 3:39,81 |
| 3000 m          | Zdravko Todorov Bulgária       | 8:02,75 | Kozma Attila Bp. Építők         | 8:03,60 | Énekes Béla SZEOL-DÉLÉP              | 8:04,29 |
| 60 m gát        | Bakos György Újpesti Dózsa     | 7,63    | Javier Moracho Spanyolország    | 7,67    | Bodó Béla Debreceni MVSC             | 7,81    |
| 10 km gyaloglás | Veréb Rudolf Diósgyőri VTK     | 42:29   | Hudi Rudolf Bp. Postás          | 42,55   | Major Ferenc Haladás                 | 43,23   |
| magasugrás      | Gerd Wessig NDK                | 227 cm  | Németh Gyula Csepel SC          | 224 cm  | Novica Čanović Jugoszlávia           | 220 cm  |
| rúdugrás        | Hermann Fehringer Ausztria     | 555 cm  | Ryszard Kolasa Lengyelország    | 550 cm  | Molnár Gábor Bp. Honvéd              | 520 cm  |
| távolugrás      | Pálóczi Gyula Nyíregyházi VSSC | 802 cm  | Szabó Zsolt TFSE                | 774 cm  | Włodzimierz Włodarczyk Lengyelország | 760 cm  |
| hármasugrás     | Georgi Pomaski Bulgária        | 16,04 m | Kiss Tibor MTK-VM               | 15,95 m | Haralabosz Gianoulisz Görögország    | 15,87 m |
| súlylökés       | Ladányi Zsigmond SZEOL-DÉLÉP   | 17,50 m | Nagy György BEAC-MAFC           | 17,10 m | Hlavati Attila Tatabányai Bányász    | 17,09 m |

### Nők
| Versenyszám      | Arany                             | Arany   | Ezüst                           | Ezüst   | Bronz                            | Bronz   |
| ---------------- | --------------------------------- | ------- | ------------------------------- | ------- | -------------------------------- | ------- |
| 60 m             | Marlies Göhr NDK                  | 7,21    | Kraszimira Pancseva Bulgária    | 7,36    | Dijana Ištvanović Jugoszlávia    | 7,42    |
| 200 m            | Ewa Rybak Lengyelország           | 23,26   | Kirsten Emmelmann NDK           | 23,29   | Forgács Judit Tatabányai Bányász | 24,24   |
| 400 m            | Szabó Erzsébet SZEOL-DÉLÉP        | 53,48   | Nicoleta Vornicu Románia        | 54,36   | Szopori Erika SZEOL-DÉLÉP        | 56,57   |
| 800 m            | Ella Kovacs Románia               | 2:00,48 | Szvobodka Damjanova Bulgária    | 2:03,34 | Elena Lina Románia               | 2:04,49 |
| 1500 m           | Ella Kovacs Románia               | 4:09,80 | Nikolina Stereva Bulgária       | 4:11,20 | Christiane Wartenberg NDK        | 4:11,71 |
| 3000 m           | Szabó Karolina Bp. Honvéd         | 8:57,97 | Malika Balounisz Algéria        | 9:40,15 | Gombor Márta Győri ETO           | 9:57,19 |
| 60 m gát         | Palombi Margit Tatabányai Bányász | 8,25    | Sylwia Bednarska Lengyelország  | 8,34    | Baranyai Ildikó BEAC-MAFC        | 8,56    |
| 5000 m gyaloglás | Alföldi Andrea Bp. Postás         | 26:05   | Hudi Rudolfné Bp. Postás        | 26:14   | Pócza Ildikó Bp. Építők          | 27:14   |
| magasugrás       | Sztefka Kosztadinova Bulgária     | 195 cm  | Mátay Andrea Újpesti Dózsa      | 184 cm  | Solti Krisztina Szolnoki MÁV MTE | 184 cm  |
| távolugrás       | Vanyek Zsuzsa Bp. Építők          | 638 cm  | Szofia Bozsanova Bulgária       | 635 cm  | Ceszka Kancseva Bulgária         | 633 cm  |
| súlylökés        | Mihaela Loghin Románia            | 20,34 m | Elekes Tünde Tatabányai Bányász | 16,69 m | Horváth Viktória Haladás         | 16,21 m |